# Čmelák pruhovaný
Čmelák pruhovaný (Bombus subterraneus Linné) je zástupce čeledi včelovitých. V České republice náleží mezi zákonem chráněné druhy.
Patří do druhové skupiny pocket makers, tzn. že při stavbě díla jsou pod larvami budovány zvláštní voskové kapsičky. Dělnice do nich ukládají pyl a med. Larvy nejsou krmeny, ale samy takto nashromážděnou potravu odebírají.
Zbarvením se podobá čmeláku zahradnímu, tzn. že černé tělo je na předohrudi a zadohrudi přerušeno světle žlutou páskou. Na zadečku místo výrazné žluté pásky je jemné pruhování. Konec zadečku je bílý. Samci jsou zbarveni okrově s hnědou páskou napříč hrudí.
Srst je kratší.
Létá v době květu hluchavek. Vytváří početné rodiny o několika stovkách jedinců.
Výskyt na území Česka je poměrně vzácný.